# Микерин
Микерин или Менкаура (Мен-Кау-Ре) е фараон от четвърта династия (около 2620 пр.н.е. – 2480 пр.н.е.). По негово нареждане е построена третата и най-малката от пирамидите в Гиза. Негова царица е Хамерернебти II. Според Херодот той бил син на Хефрен (внук на Хофе).

## Призход
Микерин е син на Хефрен и внук на Хеопс. Нож от кремък, намерен в гробницата на Микерин, споменава майка му Камерернебти, давайки основание да се смята, че родителите на фараона са Хефрен и тази кралица. Смята се, че фараонът е имал поне две жени.

## Управление
Продължителността на управлението на Микерин не е напълно ясна. Според древния историк Мането тя е около 63 години, но това със сигурност е преувеличение. Торинският списък е повреден на мястото, където трябва да представя пълната продължителност на управлението му, но останките позволяват реконструкция на „..?.. + 8 години на управление“. Египтолозите смятат, че написаното е било 18 години, което е общоприетата теория.
През 2013, част от сфинкса на Микерин е открит в Хацор, при входа на градския дворец.

## Пирамидален комплекс
Пирамидата на Микерин в Гиза е наречена Netjer-er-Menkaure, което означава „Микерин е Божествен“. Тя е най-малката от пирамидите в Гиза. Размерите ѝ са 103,4 метра в основата и 65,5 метра на височина. Има три по-малки пирамиди, свързвани с пирамидата на Микерин.

### Саркофаг
През 1837 английският офицер Хауърд Вайс и инженер Джон Перинг започват разкопки на пирамидата на Микерин. В основната погребална камера те намират голям каменен саркофаг с размери 244 см дължина, 91 см ширина и 89 см височина, изработен от базалт. Саркофагът не е изписан с йероглифи, въпреки че е декориран в стила на дворцова фасада. В непосредствена близост до погребалната камера са намерени дървени фрагменти от ковчег, носещ името на Микерин, и частичен скелет, обвит в дебел плат. Саркофагът е преместен от пирамидата и е изпратен с кораб към Британския музей в Лондон. Търговският кораб Беатрис, транспортиращ саркофага, е изгубен, след като напуска пристанището в Малта на 13 октомври, 1838. Останалите артефакти, открити в гробницата, са изпратени с друг кораб и сега се намират в музея, заедно с остатъците от дървения ковчег.
Смята се, че ковчегът е част от подмяна, направена по времето на много по-късния Саиски период, почти две хилядолетия след първоначалното погребение на фараона.